# CCTV-13 Noticias
中国中央电视台新闻频道 (en pinyin Zhōngyāng diànshìtái xīnwén píndào, en español China Central TV-noticias, más conocido localmente como CCTV-13 新闻) es el primer canal de noticias que transmite las 24 horas del día de la Televisión Central de China. Es un canal de televisión en mandarín llamado CCTV-13 新闻. La primera emisión del canal fue el 1 de mayo de 2003. Este canal de noticias tiene importantes competidores:凤凰卫视资讯台 Phoenix Info News Channel, 电视广播有限公司 Television Broadcasts Limited TVB de Hong Kong, China y Dragon TV de Shanghái.
El canal se especializa solo en noticias sobre acontecimientos nacionales e internacionales. El canal transmite exclusivamente en chino mandarín.